# Asplenium platybasis
Asplenium platybasis là một loài dương xỉ trong họ Aspleniaceae. Loài này được Kunze ex Mett. mô tả khoa học đầu tiên năm 1859.
Danh pháp khoa học của loài này chưa được làm sáng tỏ. 